# Ribadavia (parroquia)
Ribadavia (llamada oficialmente San Domingos de Fóra de Ribadavia) es una parroquia del municipio español de Ribadavia, en la provincia de Orense, Galicia.

## Toponimia
La parroquia también es conocida por el nombre de Santo Domingo de Afuera de Ribadavia.

## Organización territorial
La parroquia está formada por una entidad de población:
- Franqueirán (A Franqueirán)

## Demografía
Gráfica demográfica del lugar y parroquia de Ribadavia según el INE español:
| Gráfica de evolución demográfica de Ribadavia entre 2000 y 2023 |
|                                                                 |
| Datos según el nomenclátor publicado por el INE.                |